# 코스파
코스파 (コスパ, Kosupa)는 오타쿠 팬덤을 위한 코스프레 의상 및 기타 의류 생산을 전문으로 하는 일본의 옷 회사이다. 이 회사는 1995년 5월 브로콜리의 자회사로 시작했다. "코스파"라는 이름은 "Contents Communication Service Partner (コンテンツ・コミュニケーション・パートナー, Kontentsu Komyunikēshon Pātonā)의 두문자어에서 유래했다.